# Persona 5
Persona 5 ist ein Rollenspiel des japanischen Entwicklerstudios Atlus. Es erschien am 15. September 2016 für die PlayStation 3 und PlayStation 4. Es ist der fünfte Teil der Persona-Reihe, welche ein Spin-off der Shin-Megami-Tensei-Serie ist. Mit Persona 5 Royal erschien 2020 eine überarbeitete Version für PlayStation 4 und im Oktober 2022 auch für Nintendo Switch, PlayStation 5, Windows, Xbox One und Xbox Series X.

## Handlung
In Persona 5 geht es um die inneren und äußeren Konflikte einer Gruppe von außergewöhnlichen High-School-Schülern. Die Gruppe setzt sich aus dem Protagonisten Joker und einer Reihe von Begleitern zusammen, die er im Laufe der Geschichte kennenlernt. Sie führen ein Doppelleben als sogenannte Phantomdiebe.
Die Helden des Spiels erkennen, dass die Menschen von der Gesellschaft gezwungen werden, Gesichtsmasken zu tragen, um ihre innere Verwundbarkeit zu schützen. Und indem sich die Helden selbst ihre Schutzmasken buchstäblich herunterreißen und sich ihrem inneren Selbst stellen, erwecken sie ihre immensen inneren Kräfte, die sie dann wiederum einsetzen, um anderen Menschen in Not zu helfen.
Das übergeordnete Ziel der Phantomdiebe lautet, ihre Alltagswelt an ihre besondere Wahrnehmung anzupassen und die Masken zu durchschauen, die die heutige Gesellschaft trägt.

## Spielprinzip
Das Gameplay spaltet sich in drei große Parts: Den größten Anteil haben die rundenbasierten Kämpfe, die in den düsteren und abwechslungsreichen Gedanken-Parallelwelten der Verbrecher sowie dem zufallsbasierten Mementos stattfinden. Dort tritt man zahlreichen Schattenwesen gegenüber, löst kleinere Rätsel und trifft irgendwann auf den König des Palasts – also auf die Schattenversion des Täters selbst. Außerhalb der Dungeons spielen soziale Interaktionen zwischen den Haupt- und Nebencharakteren eine große Rolle, die in der Regel in und nach der Schule gepflegt werden wollen. Im sagenumwobenen Velvet Room, in dem man seine Personas und Fähigkeiten optimiert und somit einen Großteil des Rollenspielteils verbringt, investiert man ebenfalls viel Zeit.

## Synchronisation
| Rolle               | Japanische Sprecher | Englische Sprecher   |
| ------------------- | ------------------- | -------------------- |
| Protagonist (Joker) | Jun Fukuyama        | Xander Mobus         |
| Ryuji Sakamoto      | Mamoru Miyano       | Max Mittelman        |
| Ann Takamaki        | Nana Mizuki         | Erika Harlacher      |
| Morgana             | Ikue Ōtani          | Cassandra Lee Morris |
| Yusuke Kitagawa     | Tomokazu Sugita     | Matthew Mercer       |
| Makoto Niijima      | Rina Sato           | Cherami Leigh        |
| Futaba Sakura       | Aoi Yuuki           | Erica Lindbeck       |
| Haru Okumura        | Haruka Tomatsu      | Xanthe Huynh         |
| Goro Akechi         | Soichiro Hoshi      | Robbie Daymond       |
| Kasumi Yoshizawa    | Sora Amamiya        | Laura Post           |
| Sojiro Sakura       | Jouji Nakata        | Jamieson Price       |

## Rezeption
Das Spiel ist das sich am besten verkaufte Spiel der Persona-Reihe. In der ersten Woche verkaufte sich das Spiel 264.793 Mal auf der PS4 und 72.974 Mal auf der PS3. Insgesamt erhielt das Spiel auf OpenCritic eine Wertung von 94 von 100.